# Пещера Патриархов
Пеще́ра Патриа́рхов (также пеще́ра Махпела́ от ивр. מְעָרַת הַמַּכְפֵּלָה‎, Ме‘ара́т hа-махпэла́ — букв. «Двойная пещера»; араб. الحرم الإبراهيمي‎, Альха́рам-ал-Ибраһи́ми — букв. пещера Ибрахи́ма) — склеп в древней части Хеврона, в котором, согласно Библии, похоронены еврейские праотцы Авраам, Исаак и Иаков, а также их жёны Сарра, Ревекка и Лия. Авраам купил это место у хетта Ефрона за 400 сиклей серебра. Согласно еврейской традиции, здесь также покоятся тела Адама и Евы.
В иудаизме почитается как второе по святости место (после Храмовой горы), также почитается христианами и мусульманами. Находится в зоне H2 под военным контролем Израиля.

## Этимология названия

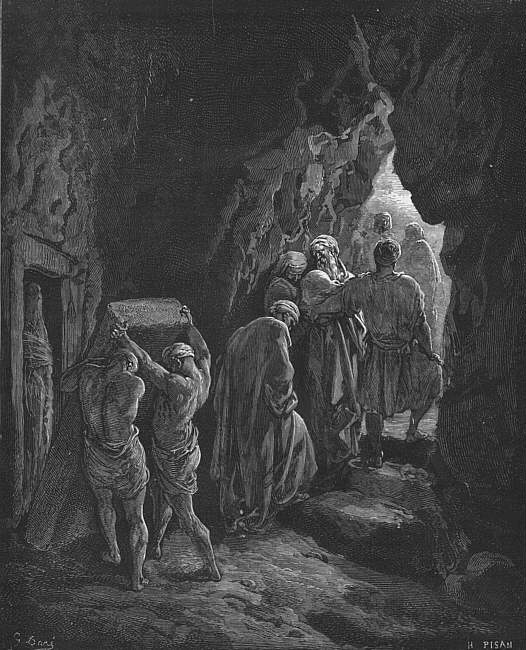
Похороны Сарры. Гюстав Доре

Название «Махпела́» (на иврите — «двойная, парная») означает, как видно из контекста, «этаж» или «терраса» и прилагается то к пещере (Быт. 23:9; 25:9), то к полю, в котором находилась эта пещера (Быт. 23:19; 49:30; 50:13), то ко всей местности (Быт. 23:17), но всегда в связи с местом, купленным Авраамом для фамильного склепа. Трудно установить, относится ли это слово к террасовидной местности вблизи Хеврона или же означает, что пещера-гробница имела несколько ярусов.
В еврейской традиции название в основном интерпретируется как указание на двойную пещеру или, как и название «Кирьят-Арба» (букв. «город четырёх»), соотносится с четырьмя парами, похороненными в пещере: Адам и Ева, Авраам и Сарра, Исаак и Ревекка, Иаков и Лия. Высказывалось также мнение, что погребённые в пещере пользуются двойной долей награды в загробной жизни, или потому, что она имела двойную цену в глазах тех, кто её видел.
Согласно Иосифу Флавию и некоторым апокрифическим источникам, там же похоронены сыновья Иакова (мусульмане считают, что возле Махпелы находится и могила Иосифа).

## История

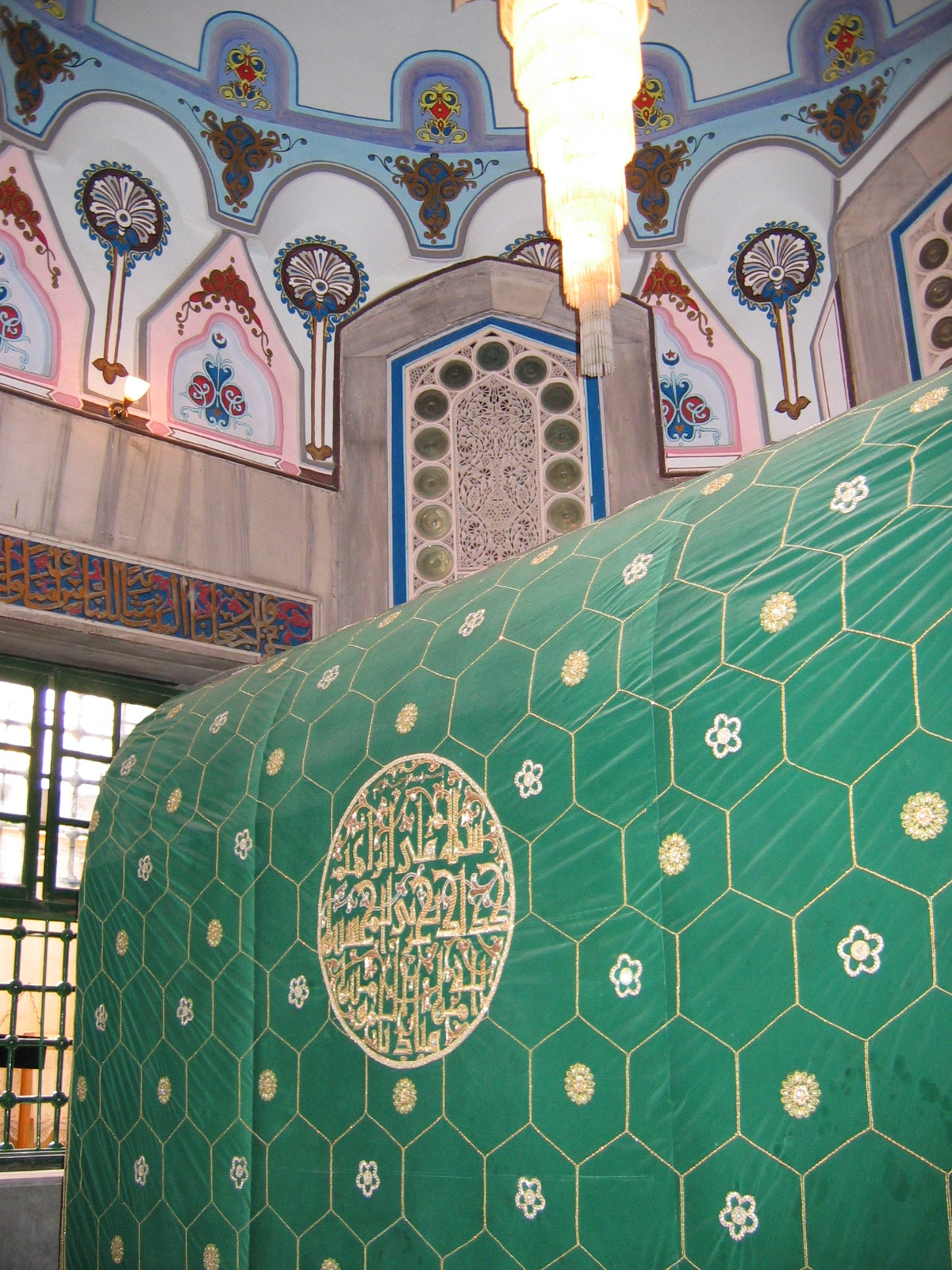
Гробница (кенотаф) Авраама.

Пещера Махпела расположена в центре современного Хеврона. Над пещерой возвышается древнее монументальное строение со стенами высотой до 12 м. Кладка (тёсаные камни длиной до 7,5 м) характерна для эпохи Ирода, однако практиковалась и ранее. Иосиф Флавий сообщает, что гробницы патриархов сделаны искусно, из прекрасного мрамора, однако не упоминает внешнюю стену. Согласно Талмуду (как и мусульманской традиции), гробницы Авраама и Сарры расположены в центре строения, Иакова и Лии — в северо-западной части (вероятно, у первоначального входа), Исаака и Ревекки — в юго-восточной части. Изначально строение было, по всей вероятности, без крыши. В византийскую эпоху южная оконечность здания с гробницами Исаака и Ревекки была превращена в церковь, ставшую впоследствии мечетью. В полу мечети имеются два отверстия, ведущие в пещеру, одно — закрыто каменными плитами, другое — открыто; сюда, по мусульманскому обычаю, опускается неугасимая лампада. Вид подземелий пещеры Махпела неизвестен, однако по записям путешественников можно заключить, что они представляют собой двойную пещеру, соединённую проходом; возможно, что имеется ещё одна, внутренняя пещера. О существовании входов в эти пещеры, кроме находящихся в мечети отверстий, неизвестно.
Многие евреи желали быть похороненными вблизи пещеры праотцов. По свидетельству Вениамина Тудельского (XII век), в пещере перезахоранивались кости евреев, похороненных в других местах.
В 1267 году мамлюкский султан Бейбарс I запретил евреям и христианам вход в пещеру, при этом евреям было дозволено подниматься только на пять (позднее — на семь) ступеней по внешней стороне восточной стены и опускать записки с просьбами к Богу в отверстие в стене возле четвёртой ступени. Запрет продолжал действовать и при Османской империи, и при британском мандате. В 1929 году 6-й любавический ребе получил специальное разрешение войти в склеп. После погрома в Хевроне в том же году иудеи полностью потеряли доступ к пещере. Через 700 лет после запрета на посещение, по окончании Шестидневной войны (1967), доступ в пещеру Махпела был открыт для всех. Она стала местом паломничества евреев, где они возносят молитвы у гробниц патриархов.

## Современное состояние
Территория памятника разделена на 2 части, мусульманскую (примерно 75 % от всей площади) и иудейскую (примерно 25 % от всей площади). Существуют отдельные входы на мусульманскую и еврейскую часть комплекса. Проверка при входе осуществляется израильскими службами безопасности. Охрана комплекса и прилегающих территорий осуществляется военнослужащими Армии обороны Израиля. Туристы посещают обе части комплекса. Мусульманская часть комплекса находится в ведении мусульманской общины и используется как мечеть, однако в дни еврейских праздников и в другие определённые дни вся территория функционирует как синагога. В дни исламских праздников увеличивается территория мусульманской части комплекса. Пещеру Махпела посещают паломники и туристы всех трёх основных авраамических религий: иудеи, христиане и мусульмане.
Каждый год главную святыню Хеврона, пещеру Махпела, посещают сотни тысяч туристов и паломников из разных стран мира. Особенно велик поток посещающих комплекс во время еврейских праздников Песах и Суккот.

## Теракты в пещере
2 мая 1980 года террористы из группировки Абу Джихада (ФАТХ) открыли «шквальный огонь из автоматического оружия» по молящимся у гробницы евреям и забросали их осколочными гранатами. В результате 6 человек были убиты, 16 получили тяжелые ранения.
25 февраля 1994 года житель Кирьят-Арбы Б. Гольдштейн расстрелял из автомата 29 молившихся там мусульман и был сразу же забит до смерти. После этого случая доступ в пещеру был разделён, чтобы исключить одновременное пребывание в пещере евреев и арабов.
23 сентября 2002 года около пещеры Махпела в результате обстрела был смертельно ранен раввин Шломо Шапира, прибывший с сыновьями в Хеврон отметить праздник Суккот. Младший его сын Йхошуа (9 лет) был тяжело ранен, двое других: Пинхас (12 лет) и Йехуда (18 лет) — получили лёгкие ранения.
22 сентября 2013 года во время несения боевого дежурства в период праздника Суккот возле пещеры в результате снайперского огня был смертельно ранен сержант бригады Гивати Галь (Габриэль) Коби. В этот же день он скончался.